# Joris Van Hauthem
Joris Van Hauthem, né le 29 novembre 1963 à Anderlecht, et mort le 25 mars 2015 à Lennik, est un homme politique belge flamand, membre du Vlaams Belang.
Il est licencié en histoire moderne.

## Fonctions politiques
- député fédéral (1991-1995)
- membre du Conseil de Bruxelles-Capitale (1989-1994)
- membre du Conseil flamand (1992-1995)
- conseiller communal à Lennik (2001-)
- député au Parlement flamand :
  - depuis le 13 juin 1995 au 25 mai 2014
    - sénateur de communauté (1995-2010)